# Znan obraz ima svoj glas (1. sezona)
Znan obraz ima svoj glas je slovenska različica priljubljene oddaje Tu cara me suena španske televizijske hiše Antena 3. Premiera je bila 30. marca 2014. Žiranti so štirje: Irena Yebuah Tiran (operna pevka), Boštjan Gombač (klarinetist), Tanja Ribič (Slovenska igralka) ter gost, ki je v vsaki oddaji drugi. 

## Opis
V oddaji se osem slavnih Slovencev preobrazi v različne slovenske in tuje izvajalce. V vsaki oddaji zmaga tisti, ki na koncu zbere največ točk. Vsak teden tik pred oddajo eden od tekmovalcev dobi skrito misijo. Njegova identiteta se razkrije šele ob koncu oddaje. Če tekmovalec z misijo zmaga, v sklad za mlade upe prispeva 3000 €, drugo mesto 1000 €, tretje mesto 1000 €, uvrstitev med 4. in 8. mestom pomeni 500 €, ki jih prispeva POP TV. V zadnji oddaji pa je skupen znesek Zavarovalnica Triglav podvojila. Štirje najboljši tekmovalci, ki so v enajstih oddajah dosegli največ točk so se  pomerili v finalni oddaji, ki je bila 15. junija 2014.
Finančna sredstva, zbrana v oddaji (50.000 €, ki sta jih prispevala Pro Plus in Zavod Vse bo v redu Zavarovalnice Triglav), so v okviru akcije Mladi upi 2014 prejeli (prvih 11 po izboru žirije, Pleško pa kot zmagovalec spletnega glasovanja):
- Luka Braz, golf
- Ajda Teran, plavanje
- Karmen Petan, ritmična gimnastika
- Manca Pislak, tenis
- David Novak, harmonika
- Neja Mravlja, klekljanje
- Manca Rupnik, violina
- Lan Dan Kerštanj, balet
- Uroš Prešern, znanost
- Darko Kolar, astronomija
- Jože Čeper, strelstvo
- Nace Pleško, suvanje krogle

## Točkovanje
Točkuje se tako, da žirija najprej oceni vseh osem nastopov po zgledu evrovizijskega točkovanja (4, 5, 6, 7, 8, 9, 10 in 12). Kasneje vsak od tekmovalcev podeli svojih 5 točk tekmovalcu, ki ga je pritegnil. Nato vse točke združijo in jih spremenijo v evrovizijske točke (najboljši ima 12, najslabši prejme 4). Med celotno oddajo glasujejo tudi gledalci, ki podelijo točke 4-12. Na koncu je tisti, ki ima največ točk, zmagovalec posamezne oddaje.

## Nastopajoči
| Tekomovalec      | 1. teden | 2. teden | 3. teden | 4. teden | 5. teden | 6. teden | 7. teden | 8. teden | 9. teden | 10. teden | 11. teden | Točke | Mesto |
| ---------------- | -------- | -------- | -------- | -------- | -------- | -------- | -------- | -------- | -------- | --------- | --------- | ----- | ----- |
| Tomaž Klepač     | 19       | 18       | 15       | 22       | 10       | 18       | 18       | 15       | 22       | 22        | 19        | 198   | 1.    |
| Natalija Kolšek  | 13       | 17       | 15       | 10       | 10       | 10       | 20       | 15       | 10       | 18        | 19        | 157   | 6.    |
| Daša Gradišek    | 22       | 8        | 17       | 10       | 19       | 14       | 13       | 19       | 16       | 9         | 10        | 157   | 5.    |
| Matjaž Kumelj    | 12       | 14       | 11       | 14       | 16       | 11       | 14       | 15       | 10       | 18        | 21        | 156   | 7.    |
| Ana Marija Mitić | 8        | 19       | 15       | 15       | 13       | 9        | 24       | 11       | 14       | 11        | 15        | 155   | 8.    |
| Vlado Pilja      | 21       | 10       | 17       | 18       | 14       | 19       | 13       | 24       | 22       | 10        | 10        | 178   | 3.    |
| Eva Hren         | 12       | 22       | 8        | 12       | 22       | 18       | 9        | 10       | 11       | 16        | 18        | 158   | 4.    |
| Tomaž Ahačič     | 14       | 14       | 24       | 22       | 18       | 24       | 11       | 16       | 17       | 19        | 10        | 189   | 2.    |

Pomen barv:
     zmagovalec tedna / sezone
     tekmovalec, ki je imel skrito misijo
     tekmovalec, ki je zmagal in je imel tudi skrito misijo
     tekmovalec, ki se ni uvrstil v finale bo pa nastopal v paru
     tekmovalec, ki se je uvrstil v finale
Med osmimi tekmovalci bi prvotno morala biti Sabina Kogovšek, a je sodelovanje še pred začetkom šova odpovedala. Nadomestila jo je Eva Hren.

## Oddaje

### 1. oddaja
| Zap. | Zvezda           | glasbenik      | pesem                             | Žirija (+Bonusne točke tekmovalcev) | Žirija (+Bonusne točke tekmovalcev) | Žirija (+Bonusne točke tekmovalcev) | Žirija (+Bonusne točke tekmovalcev) | Žirija (+Bonusne točke tekmovalcev) | Žirija (+Bonusne točke tekmovalcev) | Žirija (+Bonusne točke tekmovalcev) | Žirija (+Bonusne točke tekmovalcev) | Žirija (+Bonusne točke tekmovalcev) | Žirija (+Bonusne točke tekmovalcev) | Žirija (+Bonusne točke tekmovalcev) | Žirija (+Bonusne točke tekmovalcev) | Skupaj | Toč. | Glas. | Skupaj | Mesto |
| Zap. | Zvezda           | glasbenik      | pesem                             | Irena Yebuah Tiran                  | Tanja Ribič                         | Boštjan Gombač                      | Alfi Nipič                          | 1                                   | 2                                   | 3                                   | 4                                   | 5                                   | 6                                   | 7                                   | 8                                   | Skupaj | Toč. | Glas. | Skupaj | Mesto |
| ---- | ---------------- | -------------- | --------------------------------- | ----------------------------------- | ----------------------------------- | ----------------------------------- | ----------------------------------- | ----------------------------------- | ----------------------------------- | ----------------------------------- | ----------------------------------- | ----------------------------------- | ----------------------------------- | ----------------------------------- | ----------------------------------- | ------ | ---- | ----- | ------ | ----- |
| 1    | Tomaž Klepač     | Axl Rose       | "Sweet Chlid o' Mine"             | 9                                   | 12                                  | 7                                   | 9                                   | /                                   | /                                   | /                                   | /                                   | /                                   | /                                   | /                                   | /                                   | 37     | 9    | 10    | 19     | 3     |
| 2    | Natalija Kolšek  | Seka Aleksić   | "Aspirin"                         | 7                                   | 5                                   | 4                                   | 6                                   | /                                   | /                                   | /                                   | /                                   | /                                   | /                                   | 5                                   | /                                   | 27     | 5    | 8     | 13     | 5     |
| 3    | Daša Gradišek    | Lara Fabian    | "Caruso"                          | 12                                  | 9                                   | 10                                  | 10                                  | /                                   | /                                   | /                                   | /                                   | /                                   | /                                   | /                                   | 5                                   | 46     | 10   | 12    | 22     | 1     |
| 4    | Matjaž Kumelj    | George Michael | "Don't let the sun go down on me" | 8                                   | 8                                   | 8                                   | 5                                   | /                                   | /                                   | 5                                   | /                                   | /                                   | /                                   | /                                   | /                                   | 34     | 6    | 6     | 12     | 6     |
| 5    | Ana Marija Mitić | Lady Gaga      | "Poker Face"                      | 4                                   | 4                                   | 5                                   | 4                                   | /                                   | /                                   | /                                   | /                                   | /                                   | 5                                   | /                                   | /                                   | 22     | 4    | 5     | 9      | 8     |
| 6    | Vlado Pilja      | Jan Plestenjak | "7 let nazaj"                     | 10                                  | 10                                  | 9                                   | 8                                   | 5                                   | /                                   | /                                   | 5                                   | /                                   | /                                   | /                                   | /                                   | 47     | 12   | 9     | 21     | 2     |
| 7    | Eva Hren         | Madonna        | "Vogue"                           | 6                                   | 6                                   | 12                                  | 7                                   | /                                   | 5                                   | /                                   | /                                   | /                                   | /                                   | /                                   | /                                   | 36     | 8    | 4     | 12     | 7     |
| 8    | Tomaž Ahačič     | Alfi Nipič     | "Silvestrski poljub"              | 5                                   | 7                                   | 6                                   | 12                                  | /                                   | /                                   | /                                   | /                                   | 5                                   | /                                   | /                                   | /                                   | 35     | 7    | 7     | 14     | 4     |

Pomen Barv:
     zmagovalec tedna
     tekmovalec, ki je imel skrito misijo
     tekmovalec, ki je zmagal in je imel tudi skrito misijo
- V prvi oddaji je zmagala Daša Gradišek in je v sklad za mlade upe prispevala 500€, ki jih prispeva POP TV.

### 2. oddaja
| Zap. | Zvezda           | glasbenik       | pesem                             | Žirija (+Bonusne točke tekmovalcev) | Žirija (+Bonusne točke tekmovalcev) | Žirija (+Bonusne točke tekmovalcev) | Žirija (+Bonusne točke tekmovalcev) | Žirija (+Bonusne točke tekmovalcev) | Žirija (+Bonusne točke tekmovalcev) | Žirija (+Bonusne točke tekmovalcev) | Žirija (+Bonusne točke tekmovalcev) | Žirija (+Bonusne točke tekmovalcev) | Žirija (+Bonusne točke tekmovalcev) | Žirija (+Bonusne točke tekmovalcev) | Žirija (+Bonusne točke tekmovalcev) | Skupaj | Toč. | Glas. | Skupaj | Mesto |
| Zap. | Zvezda           | glasbenik       | pesem                             | Boštjan Gombač                      | Tanja Ribič                         | Irena Yebuah Tiran                  | Janez Bončina - Benč                | 1                                   | 2                                   | 3                                   | 4                                   | 5                                   | 6                                   | 7                                   | 8                                   | Skupaj | Toč. | Glas. | Skupaj | Mesto |
| ---- | ---------------- | --------------- | --------------------------------- | ----------------------------------- | ----------------------------------- | ----------------------------------- | ----------------------------------- | ----------------------------------- | ----------------------------------- | ----------------------------------- | ----------------------------------- | ----------------------------------- | ----------------------------------- | ----------------------------------- | ----------------------------------- | ------ | ---- | ----- | ------ | ----- |
| 1    | Vlado Pilja      | Billy Idol      | "Rebel Yell"                      | 5                                   | 5                                   | 5                                   | 6                                   | /                                   | /                                   | /                                   | /                                   | /                                   | 5                                   | /                                   | /                                   | 26     | 5    | 5     | 10     | 7     |
| 2    | Ana Marija Mitić | Donna Summer    | "Hot Stuff"                       | 9                                   | 10                                  | 10                                  | 12                                  | /                                   | /                                   | /                                   | 5                                   | /                                   | /                                   | /                                   | /                                   | 46     | 10   | 9     | 19     | 2     |
| 3    | Eva Hren         | Marjana Deržaj  | "Vozi me vlak v daljave"          | 12                                  | 12                                  | 12                                  | 8                                   | /                                   | /                                   | /                                   | /                                   | /                                   | /                                   | 5                                   | /                                   | 49     | 12   | 10    | 22     | 1     |
| 4    | Matjaž Kumelj    | Mika            | "Grace Kelly"                     | 10                                  | 6                                   | 7                                   | 7                                   | /                                   | /                                   | /                                   | /                                   | 5                                   | /                                   | /                                   | /                                   | 35     | 7    | 7     | 14     | 5     |
| 5    | Natalija Kolšek  | The Cranberries | "Zombie"                          | 7                                   | 9                                   | 9                                   | 10                                  | /                                   | /                                   | 5                                   | /                                   | /                                   | /                                   | /                                   | /                                   | 40     | 9    | 8     | 17     | 4     |
| 6    | Tomaž Ahačič     | Stevie Wonder   | "I Just Called To Say I Love You" | 8                                   | 8                                   | 8                                   | 9                                   | /                                   | /                                   | /                                   | /                                   | /                                   | /                                   | /                                   | 5                                   | 38     | 8    | 6     | 14     | 6     |
| 7    | Daša Gradišek    | Britney Spears  | "Toxic"                           | 4                                   | 4                                   | 4                                   | 5                                   | /                                   | 5                                   | /                                   | /                                   | /                                   | /                                   | /                                   | /                                   | 22     | 4    | 4     | 8      | 8     |
| 8    | Tomaž Klepač     | Cher            | "Shoop Shoop Song"                | 6                                   | 7                                   | 6                                   | 4                                   | 5                                   | /                                   | /                                   | /                                   | /                                   | /                                   | /                                   | /                                   | 31     | 6    | 12    | 18     | 3     |

Pomen Barv:
     zmagovalec tedna
     tekmovalec, ki je imel skrito misijo
     tekmovalec, ki je zmagal in je imel tudi skrito misijo
- V drugi oddaji je zmagala Eva Hren, ki je imela tudi skrito misijo in je v sklad v mlade upe prispevala 3000€, ki jih podarja POP TV

### 3. oddaja
| Zap. | Zvezda           | glasbenik         | pesem             | Žirija (+Bonusne točke tekmovalcev) | Žirija (+Bonusne točke tekmovalcev) | Žirija (+Bonusne točke tekmovalcev) | Žirija (+Bonusne točke tekmovalcev) | Žirija (+Bonusne točke tekmovalcev) | Žirija (+Bonusne točke tekmovalcev) | Žirija (+Bonusne točke tekmovalcev) | Žirija (+Bonusne točke tekmovalcev) | Žirija (+Bonusne točke tekmovalcev) | Žirija (+Bonusne točke tekmovalcev) | Žirija (+Bonusne točke tekmovalcev) | Žirija (+Bonusne točke tekmovalcev) | Skupaj | Toč. | Glas. | Skupaj | Mesto |
| Zap. | Zvezda           | glasbenik         | pesem             | Tanja Ribič                         | Irena Yebuah Tiran                  | Boštjan Gombač                      | Uroš Perič                          | 1                                   | 2                                   | 3                                   | 4                                   | 5                                   | 6                                   | 7                                   | 8                                   | Skupaj | Toč. | Glas. | Skupaj | Mesto |
| ---- | ---------------- | ----------------- | ----------------- | ----------------------------------- | ----------------------------------- | ----------------------------------- | ----------------------------------- | ----------------------------------- | ----------------------------------- | ----------------------------------- | ----------------------------------- | ----------------------------------- | ----------------------------------- | ----------------------------------- | ----------------------------------- | ------ | ---- | ----- | ------ | ----- |
| 1    | Eva Hren         | Katy Perry        | "Fireworks"       | 5                                   | 7                                   | 4                                   | 4                                   | /                                   | /                                   | /                                   | /                                   | /                                   | /                                   | /                                   | /                                   | 20     | 4    | 4     | 8      | 8     |
| 2    | Ana Marija Mitić | Neisha            | "Planet za zadet" | 9                                   | 8                                   | 9                                   | 6                                   | /                                   | /                                   | /                                   | /                                   | /                                   | /                                   | 5                                   | /                                   | 37     | 9    | 6     | 15     | 6     |
| 3    | Vlado Pilja      | Lionel Richie     | "All night long"  | 10                                  | 10                                  | 8                                   | 9                                   | 5                                   | /                                   | /                                   | /                                   | /                                   | /                                   | /                                   | /                                   | 42     | 10   | 7     | 17     | 3     |
| 4    | Tomaž Klepač     | Daniel Popović    | "Đuli"            | 4                                   | 4                                   | 5                                   | 5                                   | /                                   | 5                                   | /                                   | /                                   | /                                   | /                                   | /                                   | 5                                   | 28     | 5    | 10    | 15     | 4     |
| 5    | Daša Gradišek    | Nena              | "99 Luftbaloons"  | 7                                   | 6                                   | 10                                  | 8                                   | /                                   | /                                   | /                                   | /                                   | /                                   | 5                                   | /                                   | /                                   | 36     | 8    | 9     | 17     | 2     |
| 6    | Matjaž Kumelj    | Tomi Meglič       | "Pot v X"         | 6                                   | 9                                   | 6                                   | 7                                   | /                                   | /                                   | 5                                   | /                                   | /                                   | /                                   | /                                   | /                                   | 35     | 6    | 5     | 11     | 7     |
| 7    | Natalija Kolšek  | Enrique Iglesias  | "Hero"            | 8                                   | 5                                   | 7                                   | 10                                  | /                                   | /                                   | /                                   | 5                                   | /                                   | /                                   | /                                   | /                                   | 35     | 7    | 8     | 15     | 5     |
| 8    | Tomaž Ahačič     | Luciano Pavarotti | "Nessun Dorma"    | 12                                  | 12                                  | 12                                  | 12                                  | /                                   | /                                   | /                                   | /                                   | 5                                   | /                                   | /                                   | /                                   | 53     | 12   | 12    | 24     | 1     |

Pomen Barv:
     zmagovalec tedna
     tekmovalec, ki je imel skrito misijo
     tekmovalec, ki je zmagal in je imel tudi skrito misijo
- Tokrat je imela skrito misijo Natalija Kolšek, ki je bila peta in je v sklad za mlade upe prispevala 500€, ki jih prispeva POP TV.

### 4. oddaja
| Zap. | Zvezda           | glasbenik       | pesem                       | Žirija (+Bonusne točke tekmovalcev) | Žirija (+Bonusne točke tekmovalcev) | Žirija (+Bonusne točke tekmovalcev) | Žirija (+Bonusne točke tekmovalcev) | Žirija (+Bonusne točke tekmovalcev) | Žirija (+Bonusne točke tekmovalcev) | Žirija (+Bonusne točke tekmovalcev) | Žirija (+Bonusne točke tekmovalcev) | Žirija (+Bonusne točke tekmovalcev) | Žirija (+Bonusne točke tekmovalcev) | Žirija (+Bonusne točke tekmovalcev) | Žirija (+Bonusne točke tekmovalcev) | Skupaj | Toč. | Glas. | Skupaj | Mesto |
| Zap. | Zvezda           | glasbenik       | pesem                       | Boštjan Gombač                      | Darja Švajger                       | Tanja Ribič                         | Uroš Smolej                         | 1                                   | 2                                   | 3                                   | 4                                   | 5                                   | 6                                   | 7                                   | 8                                   | Skupaj | Toč. | Glas. | Skupaj | Mesto |
| ---- | ---------------- | --------------- | --------------------------- | ----------------------------------- | ----------------------------------- | ----------------------------------- | ----------------------------------- | ----------------------------------- | ----------------------------------- | ----------------------------------- | ----------------------------------- | ----------------------------------- | ----------------------------------- | ----------------------------------- | ----------------------------------- | ------ | ---- | ----- | ------ | ----- |
| 1    | Matjaž Kumelj    | Ricky Martin    | "Livin' La Vida Loca"       | 9                                   | 6                                   | 7                                   | 6                                   | /                                   | 5                                   | /                                   | /                                   | /                                   | /                                   | /                                   | /                                   | 33     | 7    | 7     | 14     | 5     |
| 2    | Daša Gradišek    | Gwen Stefani    | "Don't Speak"               | 6                                   | 5                                   | 6                                   | 5                                   | /                                   | /                                   | /                                   | /                                   | /                                   | /                                   | /                                   | 5                                   | 27     | 5    | 5     | 10     | 7     |
| 3    | Tomaž Ahačič     | Elton John      | "I'm Still Standing"        | 10                                  | 12                                  | 12                                  | 12                                  | /                                   | /                                   | /                                   | 5                                   | /                                   | /                                   | /                                   | /                                   | 51     | 12   | 10    | 22     | 1(2)  |
| 4    | Eva Hren         | Prince          | "Don't Have To Be Rich"     | 7                                   | 7                                   | 8                                   | 7                                   | /                                   | /                                   | /                                   | /                                   | /                                   | 5                                   | /                                   | /                                   | 34     | 8    | 4     | 12     | 6     |
| 5    | Natalija Kolšek  | Shania Twain    | "Man! I Feel Like A Woman!" | 4                                   | 4                                   | 4                                   | 4                                   | /                                   | /                                   | 5                                   | /                                   | /                                   | /                                   | /                                   | /                                   | 21     | 4    | 6     | 10     | 7     |
| 6    | Vlado Pilja      | Massimo Savić   | "Stranac u noći"            | 8                                   | 8                                   | 10                                  | 8                                   | /                                   | /                                   | /                                   | /                                   | /                                   | /                                   | 5                                   | /                                   | 39     | 9    | 9     | 18     | 3     |
| 7    | Tomaž Klepač     | Robbie Williams | "Let Me Entertain You"      | 12                                  | 10                                  | 9                                   | 10                                  | 5                                   | /                                   | /                                   | /                                   | /                                   | /                                   | /                                   | /                                   | 46     | 10   | 12    | 22     | 1     |
| 8    | Ana Marija Mitić | Arsen Dedić     | "Pegasto dekle"             | 5                                   | 9                                   | 5                                   | 9                                   | /                                   | /                                   | /                                   | /                                   | 5                                   | /                                   | /                                   | /                                   | 33     | 7    | 8     | 15     | 4     |

Pomen Barv:
     zmagovalec tedna
     tekmovalec, ki je imel skrito misijo
     tekmovalec, ki je zmagal in je imel tudi skrito misijo
- V oddaji je zmagal Tomaž Klepač zaradi več prejetih točk od gledalcev.

- Tokrat je bila Irena Yebuah Tiran odsotna zaradi internega nastopa na Dunaju in jo je nadomestila Darja Švajger.

- Tokrat je imela skrito misijo Ana Marija Mitić, ki je bila četrta in je v sklad za mlade upe prispevala 500€, ki jih prispeva. POP TV.

### 5. oddaja
| Zap. | Zvezda           | glasbenik       | pesem                               | Žirija (+Bonusne točke tekmovalcev) | Žirija (+Bonusne točke tekmovalcev) | Žirija (+Bonusne točke tekmovalcev) | Žirija (+Bonusne točke tekmovalcev) | Žirija (+Bonusne točke tekmovalcev) | Žirija (+Bonusne točke tekmovalcev) | Žirija (+Bonusne točke tekmovalcev) | Žirija (+Bonusne točke tekmovalcev) | Žirija (+Bonusne točke tekmovalcev) | Žirija (+Bonusne točke tekmovalcev) | Žirija (+Bonusne točke tekmovalcev) | Žirija (+Bonusne točke tekmovalcev) | Skupaj | Toč. | Glas. | Skupaj | Mesto |
| Zap. | Zvezda           | glasbenik       | pesem                               | Boštjan Gombač                      | Tanja Ribič                         | Irena Yebuah Tiran                  | Matjaž Jelen                        | 1                                   | 2                                   | 3                                   | 4                                   | 5                                   | 6                                   | 7                                   | 8                                   | Skupaj | Toč. | Glas. | Skupaj | Mesto |
| ---- | ---------------- | --------------- | ----------------------------------- | ----------------------------------- | ----------------------------------- | ----------------------------------- | ----------------------------------- | ----------------------------------- | ----------------------------------- | ----------------------------------- | ----------------------------------- | ----------------------------------- | ----------------------------------- | ----------------------------------- | ----------------------------------- | ------ | ---- | ----- | ------ | ----- |
| 1    | Tomaž Ahačič     | Lenny Kravitz   | "Fly Away"                          | 8                                   | 9                                   | 12                                  | 7                                   | /                                   | /                                   | /                                   | /                                   | /                                   | /                                   | 5                                   | /                                   | 41     | 10   | 8     | 18     | 3     |
| 2    | Natalija Kolšek  | Cyndi Lauper    | "True Colors"                       | 7                                   | 8                                   | 7                                   | 4                                   | /                                   | /                                   | 5                                   | /                                   | /                                   | /                                   | /                                   | /                                   | 31     | 6    | 4     | 10     | 8     |
| 3    | Ana Marija Mitić | Marilyn Monroe  | "Diamonds are a girl's best friend" | 9                                   | 10                                  | 9                                   | 6                                   | /                                   | /                                   | /                                   | /                                   | 5                                   | /                                   | /                                   | /                                   | 39     | 8    | 5     | 13     | 6     |
| 4    | Tomaž Klepač     | Rafko Irgolič   | "Moj Črni konj"                     | 5                                   | 5                                   | 5                                   | 5                                   | 5                                   | /                                   | /                                   | /                                   | /                                   | /                                   | /                                   | /                                   | 25     | 4    | 6     | 10     | 7     |
| 5    | Matjaž Kumelj    | Christina Perri | "Jar of Hearts"                     | 12                                  | 6                                   | 8                                   | 9                                   | /                                   | /                                   | /                                   | /                                   | /                                   | 5                                   | /                                   | /                                   | 40     | 9    | 7     | 16     | 4     |
| 6    | Eva Hren         | Pink            | "Just like a Pill"                  | 10                                  | 7                                   | 10                                  | 10                                  | /                                   | 5                                   | /                                   | /                                   | /                                   | /                                   | /                                   | /                                   | 42     | 12   | 10    | 22     | 1     |
| 7    | Daša Gradišek    | Tanja Ribič     | "Zbudi se"                          | 6                                   | 12                                  | 6                                   | 8                                   | /                                   | /                                   | /                                   | /                                   | /                                   | /                                   | /                                   | 5                                   | 37     | 7    | 12    | 19     | 2     |
| 8    | Vlado Pilja      | Freddie Mercury | "I Want to Break Free"              | 4                                   | 4                                   | 4                                   | 12                                  | /                                   | /                                   | /                                   | 5                                   | /                                   | /                                   | /                                   | /                                   | 29     | 5    | 9     | 14     | 5     |

Pomen Barv:
     zmagovalec tedna
     tekmovalec, ki je imel skrito misijo
     tekmovalec, ki je zmagal in je imel tudi skrito misijo
- Tokrat je imel skrito misijo Vlado Pilja, ki je bil peti in je v sklad za mlade upe prispeval 500€, ki jih prispeva POP TV.

### 6. oddaja
| Zap. | Zvezda           | glasbenik      | pesem                    | Žirija (+Bonus točkene tekmovalcev) | Žirija (+Bonus točkene tekmovalcev) | Žirija (+Bonus točkene tekmovalcev) | Žirija (+Bonus točkene tekmovalcev) | Žirija (+Bonus točkene tekmovalcev) | Žirija (+Bonus točkene tekmovalcev) | Žirija (+Bonus točkene tekmovalcev) | Žirija (+Bonus točkene tekmovalcev) | Žirija (+Bonus točkene tekmovalcev) | Žirija (+Bonus točkene tekmovalcev) | Žirija (+Bonus točkene tekmovalcev) | Žirija (+Bonus točkene tekmovalcev) | Skupaj | Toč. | Glas. | Skupaj | Mesto |
| Zap. | Zvezda           | glasbenik      | pesem                    | Irena Yebuah Tiran                  | Tanja Ribič                         | Boštjan Gombač                      | Gojmir Lešnjak                      | 1                                   | 2                                   | 3                                   | 4                                   | 5                                   | 6                                   | 7                                   | 8                                   | Skupaj | Toč. | Glas. | Skupaj | Mesto |
| ---- | ---------------- | -------------- | ------------------------ | ----------------------------------- | ----------------------------------- | ----------------------------------- | ----------------------------------- | ----------------------------------- | ----------------------------------- | ----------------------------------- | ----------------------------------- | ----------------------------------- | ----------------------------------- | ----------------------------------- | ----------------------------------- | ------ | ---- | ----- | ------ | ----- |
| 1    | Natalija Kolšek  | Joan Jett      | "I Love Rock'n'Roll"     | 4                                   | 4                                   | 4                                   | 6                                   | /                                   | /                                   | 5                                   | /                                   | /                                   | /                                   | /                                   | /                                   | 23     | 4    | 6     | 10     | 7     |
| 2    | Ana Marija Mitić | Cesária Évora  | "Besame Mucho"           | 5                                   | 5                                   | 5                                   | 10                                  | /                                   | /                                   | /                                   | 5                                   | /                                   | /                                   | /                                   | /                                   | 30     | 5    | 4     | 9      | 8     |
| 3    | Matjaž Kumelj    | Michael Bublé  | "Cry Me A River"         | 9                                   | 8                                   | 6                                   | 4                                   | /                                   | 5                                   | /                                   | /                                   | /                                   | /                                   | /                                   | /                                   | 32     | 6    | 5     | 11     | 6     |
| 4    | Daša Gradišek    | Jessica Rabbit | "Why Don't You Do Right" | 6                                   | 6                                   | 9                                   | 7                                   | /                                   | /                                   | /                                   | /                                   | /                                   | /                                   | /                                   | 5                                   | 33     | 7    | 7     | 14     | 5     |
| 5    | Tomaž Klepač     | Ozzy Osbourne  | "Dreamer"                | 7                                   | 7                                   | 7                                   | 9                                   | /                                   | /                                   | /                                   | /                                   | /                                   | /                                   | 5                                   | /                                   | 35     | 8    | 10    | 18     | 3     |
| 6    | Eva Hren         | Bonnie Tyler   | "Holding Out For A Hero" | 10                                  | 9                                   | 10                                  | 5                                   | /                                   | /                                   | /                                   | /                                   | 5                                   | /                                   | /                                   | /                                   | 39     | 10   | 8     | 18     | 4     |
| 7    | Vlado Pilja      | Bono           | "Beautiful Day"          | 8                                   | 10                                  | 8                                   | 8                                   | 5                                   | /                                   | /                                   | /                                   | /                                   | /                                   | /                                   | /                                   | 39     | 10   | 9     | 19     | 2     |
| 8    | Tomaž Ahačič     | Majda Sepe     | "Med iskrenimi ljudmi"   | 12                                  | 12                                  | 12                                  | 12                                  | /                                   | /                                   | /                                   | /                                   | /                                   | 5                                   | /                                   | /                                   | 53     | 12   | 12    | 24     | 1     |

Pomen Barv:
     zmagovalec tedna
     tekmovalec, ki je imel skrito misijo
     tekmovalec, ki je zmagal in je imel tudi skrito misijo
- V šesti oddaji je zmagal Tomaž Ahaćič, ki je imel tudi skrito misijo in je v sklad v mlade upe prispeval 3000€, ki jih podarja POP TV

### 7. oddaja
| Zap. | Zvezda           | glasbenik       | pesem                        | Žirija (+Bonusne točke tekmovalcev) | Žirija (+Bonusne točke tekmovalcev) | Žirija (+Bonusne točke tekmovalcev) | Žirija (+Bonusne točke tekmovalcev) | Žirija (+Bonusne točke tekmovalcev) | Žirija (+Bonusne točke tekmovalcev) | Žirija (+Bonusne točke tekmovalcev) | Žirija (+Bonusne točke tekmovalcev) | Žirija (+Bonusne točke tekmovalcev) | Žirija (+Bonusne točke tekmovalcev) | Žirija (+Bonusne točke tekmovalcev) | Žirija (+Bonusne točke tekmovalcev) | Skupaj | Toč. | Glas. | Skupaj | Mesto |
| Zap. | Zvezda           | glasbenik       | pesem                        | Tanja Ribič                         | Boštjan Gombač                      | Irena Yebuah Tiran                  | Tulio Furlanič                      | 1                                   | 2                                   | 3                                   | 4                                   | 5                                   | 6                                   | 7                                   | 8                                   | Skupaj | Toč. | Glas. | Skupaj | Mesto |
| ---- | ---------------- | --------------- | ---------------------------- | ----------------------------------- | ----------------------------------- | ----------------------------------- | ----------------------------------- | ----------------------------------- | ----------------------------------- | ----------------------------------- | ----------------------------------- | ----------------------------------- | ----------------------------------- | ----------------------------------- | ----------------------------------- | ------ | ---- | ----- | ------ | ----- |
| 1    | Eva Hren         | Aretha Franklin | "Respect"                    | 4                                   | 5                                   | 4                                   | 8                                   | /                                   | /                                   | /                                   | /                                   | 5                                   | /                                   | /                                   | /                                   | 26     | 5    | 4     | 9      | 8     |
| 2    | Tomaž Ahačič     | Rod Stewart     | "Baby Jane"                  | 5                                   | 4                                   | 5                                   | 4                                   | /                                   | /                                   | /                                   | /                                   | /                                   | /                                   | /                                   | 5                                   | 23     | 4    | 7     | 11     | 7     |
| 3    | Tomaž Klepač     | Johnny Cash     | "Ring of Fire"               | 9                                   | 6                                   | 7                                   | 10                                  | /                                   | /                                   | /                                   | /                                   | /                                   | /                                   | 5                                   | /                                   | 37     | 9    | 9     | 18     | 3     |
| 4    | Daša Gradišek    | Ditka Haberl    | "Samo nasmeh je bolj grenak" | 8                                   | 8                                   | 6                                   | 9                                   | /                                   | 5                                   | /                                   | /                                   | /                                   | /                                   | /                                   | /                                   | 36     | 8    | 5     | 13     | 6     |
| 5    | Matjaž Kumelj    | Boy George      | "Karma Chameleon"            | 7                                   | 7                                   | 8                                   | 5                                   | /                                   | /                                   | /                                   | /                                   | /                                   | 5                                   | /                                   | /                                   | 32     | 6    | 8     | 14     | 4     |
| 6    | Vlado Pilja      | Tina Turner     | "Private Dancer"             | 6                                   | 9                                   | 9                                   | 6                                   | /                                   | /                                   | 5                                   | /                                   | /                                   | /                                   | /                                   | /                                   | 35     | 7    | 6     | 13     | 5     |
| 7    | Natalija Kolšek  | Tereza Kesovija | "Prijatelji stari gdje ste"  | 10                                  | 10                                  | 10                                  | 7                                   | /                                   | /                                   | /                                   | 5                                   | /                                   | /                                   | /                                   | /                                   | 42     | 10   | 10    | 20     | 2     |
| 8    | Ana Marija Mitić | Pero Lovšin     | "Moja mama je strela"        | 12                                  | 12                                  | 12                                  | 12                                  | 5                                   | /                                   | /                                   | /                                   | /                                   | /                                   | /                                   | /                                   | 53     | 12   | 12    | 24     | 1     |

Pomen Barv:
     zmagovalec tedna
     tekmovalec, ki je imel skrito misijo
     tekmovalec, ki je zmagal in je imel tudi skrito misijo
- Tokrat je imel skrito misijo Tomaž Klepač, ki je bil tretji in je v sklad za mlade upe prispeval 1000€, ki jih prispeva POP TV.

### 8. oddaja
| Zap. | Zvezda           | glasbenik     | pesem                  | Žirija (+Bonusne točke tekmovalcev) | Žirija (+Bonusne točke tekmovalcev) | Žirija (+Bonusne točke tekmovalcev) | Žirija (+Bonusne točke tekmovalcev) | Žirija (+Bonusne točke tekmovalcev) | Žirija (+Bonusne točke tekmovalcev) | Žirija (+Bonusne točke tekmovalcev) | Žirija (+Bonusne točke tekmovalcev) | Žirija (+Bonusne točke tekmovalcev) | Žirija (+Bonusne točke tekmovalcev) | Žirija (+Bonusne točke tekmovalcev) | Žirija (+Bonusne točke tekmovalcev) | Skupaj | Toč. | Glas. | Skupaj | Mesto |
| Zap. | Zvezda           | glasbenik     | pesem                  | Tanja Ribič                         | Boštjan Gombač                      | Irena Yebuah Tiran                  | Lado Bizovičar                      | 1                                   | 2                                   | 3                                   | 4                                   | 5                                   | 6                                   | 7                                   | 8                                   | Skupaj | Toč. | Glas. | Skupaj | Mesto |
| ---- | ---------------- | ------------- | ---------------------- | ----------------------------------- | ----------------------------------- | ----------------------------------- | ----------------------------------- | ----------------------------------- | ----------------------------------- | ----------------------------------- | ----------------------------------- | ----------------------------------- | ----------------------------------- | ----------------------------------- | ----------------------------------- | ------ | ---- | ----- | ------ | ----- |
| 1    | Ana Marija Mitić | Dolly Parton  | "Two Doors Down"       | 4                                   | 5                                   | 4                                   | 12                                  | /                                   | /                                   | /                                   | /                                   | /                                   | /                                   | 5                                   | /                                   | 30     | 6    | 5     | 11     | 7     |
| 2    | Natalija Kolšek  | Nicole        | "Ein Bisschen Frieden" | 7                                   | 8                                   | 7                                   | 8                                   | /                                   | /                                   | /                                   | /                                   | /                                   | 5                                   | /                                   | /                                   | 35     | 8    | 7     | 15     | 5     |
| 3    | Matjaž Kumelj    | Nino Robič    | "Ura brez kazalcev"    | 8                                   | 6                                   | 9                                   | 10                                  | /                                   | /                                   | /                                   | /                                   | /                                   | /                                   | /                                   | 5                                   | 38     | 9    | 6     | 15     | 6     |
| 4    | Eva Hren         | 4 Non Blondes | "What's Up"            | 9                                   | 4                                   | 6                                   | 6                                   | /                                   | /                                   | 5                                   | /                                   | /                                   | /                                   | /                                   | /                                   | 30     | 6    | 4     | 10     | 8     |
| 5    | Tomaž Klepač     | Scorpions     | "Wind of Change"       | 5                                   | 7                                   | 8                                   | 7                                   | /                                   | /                                   | /                                   | 5                                   | /                                   | /                                   | /                                   | /                                   | 32     | 7    | 8     | 15     | 4     |
| 6    | Tomaž Ahačič     | Elvis Presley | "Suspicius Mind"       | 6                                   | 9                                   | 5                                   | 5                                   | /                                   | /                                   | /                                   | /                                   | 5                                   | /                                   | /                                   | /                                   | 30     | 6    | 10    | 16     | 3     |
| 7    | Vlado Pilja      | Gibonni       | "Oprosti"              | 12                                  | 12                                  | 12                                  | 9                                   | /                                   | 5                                   | /                                   | /                                   | /                                   | /                                   | /                                   | /                                   | 50     | 12   | 12    | 24     | 1     |
| 8    | Daša Gradišek    | Alicia Keys   | "Empire State of Mind" | 10                                  | 10                                  | 10                                  | 4                                   | 5                                   | /                                   | /                                   | /                                   | /                                   | /                                   | /                                   | /                                   | 39     | 10   | 9     | 19     | 2     |

Pomen Barv:
     zmagovalec tedna
     tekmovalec, ki je imel skrito misijo
     tekmovalec, ki je zmagal in je imel tudi skrito misijo
- Tokrat je imela skrito misijo Daša Gradišek, ki je bila druga in je v sklad za mlade upe prispevala 2000€, ki jih prispeva POP TV.
- Gost žirant v oddaji je bil Lado Bizovičar

### 9. oddaja
| Zap. | Zvezda           | glasbenik       | pesem                 | Žirija (+Bonusne točke tekmovalcev) | Žirija (+Bonusne točke tekmovalcev) | Žirija (+Bonusne točke tekmovalcev) | Žirija (+Bonusne točke tekmovalcev) | Žirija (+Bonusne točke tekmovalcev) | Žirija (+Bonusne točke tekmovalcev) | Žirija (+Bonusne točke tekmovalcev) | Žirija (+Bonusne točke tekmovalcev) | Žirija (+Bonusne točke tekmovalcev) | Žirija (+Bonusne točke tekmovalcev) | Žirija (+Bonusne točke tekmovalcev) | Žirija (+Bonusne točke tekmovalcev) | Skupaj | Toč. | Glas. | Skupaj | Mesto |
| Zap. | Zvezda           | glasbenik       | pesem                 | Boštjan Gombač                      | Tanja Ribič                         | Irena Yebuah Tiran                  | Janez Lotrič                        | 1                                   | 2                                   | 3                                   | 4                                   | 5                                   | 6                                   | 7                                   | 8                                   | Skupaj | Toč. | Glas. | Skupaj | Mesto |
| ---- | ---------------- | --------------- | --------------------- | ----------------------------------- | ----------------------------------- | ----------------------------------- | ----------------------------------- | ----------------------------------- | ----------------------------------- | ----------------------------------- | ----------------------------------- | ----------------------------------- | ----------------------------------- | ----------------------------------- | ----------------------------------- | ------ | ---- | ----- | ------ | ----- |
| 1    | Tomaž Ahačič     | Europe          | "The Final Countdown" | 8                                   | 8                                   | 8                                   | 9                                   | /                                   | /                                   | /                                   | 5                                   | /                                   | /                                   | /                                   | /                                   | 38     | 8    | 9     | 17     | 3     |
| 2    | Natalija Kolšek  | Eva Sršen       | "Ljubi, ljubi, ljubi" | 5                                   | 6                                   | 4                                   | 6                                   | /                                   | /                                   | /                                   | /                                   | /                                   | /                                   | 5                                   | /                                   | 26     | 5    | 5     | 10     | 8     |
| 3    | Eva Hren         | Celine Dion     | "My Heart Will Go On" | 6                                   | 7                                   | 9                                   | 5                                   | /                                   | /                                   | /                                   | /                                   | 5                                   | /                                   | /                                   | /                                   | 32     | 7    | 4     | 11     | 6     |
| 4    | Matjaž Kumelj    | Toše Proeski    | "Jedina"              | 4                                   | 5                                   | 6                                   | 4                                   | /                                   | /                                   | 5                                   | /                                   | /                                   | /                                   | /                                   | /                                   | 24     | 4    | 6     | 10     | 7     |
| 5    | Tomaž Klepač     | James Brown     | "I Feel Good"         | 9                                   | 9                                   | 12                                  | 10                                  | /                                   | /                                   | /                                   | /                                   | /                                   | 5                                   | /                                   | /                                   | 45     | 10   | 12    | 22     | 1     |
| 6    | Vlado Pilja      | Jerry Lee Lewis | "Great Balls of Fire" | 10                                  | 10                                  | 10                                  | 12                                  | /                                   | 5                                   | /                                   | /                                   | /                                   | /                                   | /                                   | /                                   | 47     | 12   | 10    | 22     | 1(2)  |
| 7    | Ana Marija Mitič | Josipa Lisac    | "Magla"               | 7                                   | 4                                   | 5                                   | 8                                   | /                                   | /                                   | /                                   | /                                   | /                                   | /                                   | /                                   | 5                                   | 29     | 6    | 8     | 14     | 5     |
| 8    | Daša Gradišek    | Psy             | "Gangnam Style"       | 12                                  | 12                                  | 7                                   | 7                                   | 5                                   | /                                   | /                                   | /                                   | /                                   | /                                   | /                                   | /                                   | 43     | 9    | 7     | 16     | 4     |

Pomen Barv:
     zmagovalec tedna
     tekmovalec, ki je imel skrito misijo
     tekmovalec, ki je zmagal in je imel tudi skrito misijo
- V oddaji je zmagal Tomaž Klepač zaradi več prijetih točk od gledalcev

- Tokrat je imel skrito misijo Matjaž Kumelj, ki je bil sedmi in je v sklad za mlade upe prispeval 500€, ki jih prispeva POP TV.

### 10. oddaja
| Zap. | Zvezda           | glasbenik         | pesem                    | Žirija (+Bonusne točke tekmovalcev) | Žirija (+Bonusne točke tekmovalcev) | Žirija (+Bonusne točke tekmovalcev) | Žirija (+Bonusne točke tekmovalcev) | Žirija (+Bonusne točke tekmovalcev) | Žirija (+Bonusne točke tekmovalcev) | Žirija (+Bonusne točke tekmovalcev) | Žirija (+Bonusne točke tekmovalcev) | Žirija (+Bonusne točke tekmovalcev) | Žirija (+Bonusne točke tekmovalcev) | Žirija (+Bonusne točke tekmovalcev) | Žirija (+Bonusne točke tekmovalcev) | Skupaj | Toč. | Glas. | Skupaj | Mesto |
| Zap. | Zvezda           | glasbenik         | pesem                    | Irena Yebuah Tiran                  | Tanja Ribič                         | Boštjan Gombač                      | Aleksander Mežek                    | 1                                   | 2                                   | 3                                   | 4                                   | 5                                   | 6                                   | 7                                   | 8                                   | Skupaj | Toč. | Glas. | Skupaj | Mesto |
| ---- | ---------------- | ----------------- | ------------------------ | ----------------------------------- | ----------------------------------- | ----------------------------------- | ----------------------------------- | ----------------------------------- | ----------------------------------- | ----------------------------------- | ----------------------------------- | ----------------------------------- | ----------------------------------- | ----------------------------------- | ----------------------------------- | ------ | ---- | ----- | ------ | ----- |
| 1    | Ana Marija Mitić | Dusty Springfield | "Son of a Preacher Man"  | 6                                   | 7                                   | 6                                   | 6                                   | /                                   | /                                   | /                                   | /                                   | 5                                   | /                                   | /                                   | /                                   | 30     | 6    | 5     | 11     | 6     |
| 2    | Daša Gradišek    | Tajči             | "Hajde da ludujemo"      | 5                                   | 5                                   | 7                                   | 5                                   | /                                   | /                                   | /                                   | 5                                   | /                                   | /                                   | /                                   | /                                   | 27     | 5    | 4     | 9      | 8     |
| 3    | Vlado Pilja      | Steven Tyler      | "Dude"                   | 4                                   | 4                                   | 4                                   | 4                                   | /                                   | /                                   | /                                   | /                                   | /                                   | /                                   | /                                   | 5                                   | 21     | 4    | 6     | 10     | 7     |
| 4    | Natalija Kolšek  | Sinead O'Connor   | "Nothing Compares 2 You" | 12                                  | 9                                   | 5                                   | 9                                   | /                                   | /                                   | /                                   | /                                   | /                                   | 5                                   | /                                   | /                                   | 40     | 9    | 9     | 18     | 3     |
| 5    | Matjaž Kumelj    | Roy Orbison       | "Pretty Woman"           | 9                                   | 12                                  | 10                                  | 7                                   | /                                   | /                                   | /                                   | /                                   | /                                   | /                                   | 5                                   | /                                   | 43     | 10   | 8     | 18     | 4     |
| 6    | Eva Hren         | Amy Winehouse     | "Valerie"                | 7                                   | 8                                   | 8                                   | 12                                  | /                                   | /                                   | 5                                   | /                                   | /                                   | /                                   | /                                   | /                                   | 40     | 9    | 7     | 16     | 5     |
| 7    | Tomaž Klepač     | Iggy Pop          | "Candy"                  | 10                                  | 10                                  | 12                                  | 8                                   | 5                                   | /                                   | /                                   | /                                   | /                                   | /                                   | /                                   | /                                   | 45     | 12   | 10    | 22     | 1     |
| 8    | Tomaž Ahačič     | Adele             | "Make You Feel My Love"  | 8                                   | 6                                   | 9                                   | 10                                  | /                                   | 5                                   | /                                   | /                                   | /                                   | /                                   | /                                   | /                                   | 38     | 7    | 12    | 19     | 2     |

Pomen Barv:
     zmagovalec tedna
     tekmovalec, ki je imel skrito misijo
     tekmovalec, ki je zmagal in je imel tudi skrito misijo
- V deseti oddaji je zmagal Tomaž Klepač, ki je imel tudi skrito misijo in je v sklad v mlade upe prispeval 3000€, ki jih podarja POP TV

### 11. oddaja
| Zap. | Zvezda           | glasbenik         | pesem                             | Žirija (+Bonusne točke tekmovalcev) | Žirija (+Bonusne točke tekmovalcev) | Žirija (+Bonusne točke tekmovalcev) | Žirija (+Bonusne točke tekmovalcev) | Žirija (+Bonusne točke tekmovalcev) | Žirija (+Bonusne točke tekmovalcev) | Žirija (+Bonusne točke tekmovalcev) | Žirija (+Bonusne točke tekmovalcev) | Žirija (+Bonusne točke tekmovalcev) | Žirija (+Bonusne točke tekmovalcev) | Žirija (+Bonusne točke tekmovalcev) | Žirija (+Bonusne točke tekmovalcev) | Skupaj | Toč. | Glas. | Skupaj | Mesto |
| Zap. | Zvezda           | glasbenik         | pesem                             | Tanja Ribič                         | Boštjan Gombač                      | Irena Yebuah Tiran                  | Oto Pestner                         | 1                                   | 2                                   | 3                                   | 4                                   | 5                                   | 6                                   | 7                                   | 8                                   | Skupaj | Toč. | Glas. | Skupaj | Mesto |
| ---- | ---------------- | ----------------- | --------------------------------- | ----------------------------------- | ----------------------------------- | ----------------------------------- | ----------------------------------- | ----------------------------------- | ----------------------------------- | ----------------------------------- | ----------------------------------- | ----------------------------------- | ----------------------------------- | ----------------------------------- | ----------------------------------- | ------ | ---- | ----- | ------ | ----- |
| 1    | Vlado Pilja      | Magnifico         | "Silvija"                         | 4                                   | 6                                   | 5                                   | 8                                   | /                                   | /                                   | /                                   | /                                   | /                                   | /                                   | 5                                   | /                                   | 28     | 5    | 5     | 10     | 7     |
| 2    | Tomaž Ahačič     | Bryan Adams       | "Everything I Do I Do It For You" | 5                                   | 4                                   | 4                                   | 5                                   | /                                   | /                                   | /                                   | 5                                   | /                                   | /                                   | /                                   | /                                   | 23     | 4    | 6     | 10     | 6     |
| 3    | Daša Gradišek    | Kylie Minogue     | "Spinning Around"                 | 8                                   | 7                                   | 6                                   | 4                                   | /                                   | /                                   | /                                   | /                                   | /                                   | 5                                   | /                                   | /                                   | 30     | 6    | 4     | 10     | 8     |
| 4    | Tomaž Klepač     | Louis Armstrong   | "What a Wonderful World"          | 6                                   | 5                                   | 7                                   | 9                                   | 5                                   | /                                   | /                                   | /                                   | /                                   | /                                   | /                                   | /                                   | 32     | 7    | 12    | 19     | 2     |
| 5    | Ana Marija Mitič | Neda Ukraden      | "Na Balkanu"                      | 12                                  | 8                                   | 8                                   | 7                                   | /                                   | 5                                   | /                                   | /                                   | /                                   | /                                   | /                                   | /                                   | 40     | 8    | 7     | 15     | 5     |
| 6    | Eva Hren         | Barbra Streisand  | "Woman in Love"                   | 10                                  | 9                                   | 9                                   | 10                                  | /                                   | /                                   | /                                   | /                                   | 5                                   | /                                   | /                                   | /                                   | 43     | 10   | 8     | 18     | 4     |
| 7    | Natalija Kolšek  | AC/DC             | "Thunderstruck"                   | 9                                   | 12                                  | 10                                  | 6                                   | /                                   | /                                   | /                                   | /                                   | /                                   | /                                   | /                                   | 5                                   | 42     | 9    | 10    | 19     | 3     |
| 8    | Matjaž Kumelj    | Pharrell Williams | "Happy"                           | 7                                   | 10                                  | 12                                  | 12                                  | /                                   | /                                   | 5                                   | /                                   | /                                   | /                                   | /                                   | /                                   | 46     | 12   | 9     | 21     | 1     |

Pomen Barv:
     zmagovalec tedna
     tekmovalec, ki je imel skrito misijo
     tekmovalec, ki je zmagal in je imel tudi skrito misijo
- V enajsti oddaji je zmagal Matjaž Kumelj,
- Tokrat so skrito misijo imeli vsi tekmovalci in je v sklad v mlade upe prispeval 8000€, ki jih podarja POP TV
- Zavod vse bo vredu je na koncu oddaje skupen znesek vseh oddaj podvojila in je tako v sklad za mlade upe šlo 45. 000 €.
- V finale so se z največ točkami uvrstili Tomaž Klepač, Tomaž Ahačič, Vlado Pilja in Eva Hren, ki se bodo pomirili še enkrat. Ostali pa bodo nastopali v parih Daša Gradišek in Matjaž Kumelj ter Natalija Kolšek in Ana Marija Mitić

### 12. oddaja
V finalu so se za zmago potegovali 4 finalisti, ki so v prvih 11 oddajah zbrali največ točk. Gostujoča žirantka je bila Helena Blagne,čeprav so o zmagovalcu odločali le glasovi gledalcev. Zmagovalec finalne oddaje in celotne 1. sezone je postal Tomaž Klepač.
| #  | Zvezda       | Glasbenik      | Pesem              |
| -- | ------------ | -------------- | ------------------ |
| 1. | Vlado Pilja  | Tom Jones      | "Sex bomb"         |
| 2. | Eva Hren     | Elda Viler     | "Lastovka"         |
| 3. | Tomaž Klepač | Andrea Bocelli | "Con te Partiro"   |
| 4. | Tomaž Ahačič | Frank Sinatra  | New York, New York |

Ostali 4 tekmovalci so nastopili v ne tekmovalnem delu v parih:
| #  | Zvezdi                             | Glasbenika                          | Pesem                        |
| -- | ---------------------------------- | ----------------------------------- | ---------------------------- |
| 1. | Daša Gradišek & Matjaž Kumelj      | Olivia Newton-John in John Travolta | "You're The One That I Want" |
| 2. | Natalija Kolšek & Ana Marija Mitić | Helena Blagne in Hajni Blagne       | "Srebrna reka"               |

Pomen barv:
     zmagovalec sezone
     tekmovalec, ki ni zmagal je pa osvoji drugo mesto
- Imitacijo v zadnji oddaji si tekmovalci izberejo sami
- POP TV in Zavarovalnica Triglav sta znesek 45.000€ zaokrožila na 50.000€.

Voditelj Denis Avdič je pred razglasitvijo zmagovalca nastopajočim podelil tudi nagrade (obrazkote).
| Tekmovalec       | Obrazko za                       |
| ---------------- | -------------------------------- |
| Tomaž Ahačič     | najboljšo nepremičnino           |
| Tomaž Klepač     | najboljšega nastopača po nastopu |
| Eva Hren         | najboljše doživljanje lika       |
| Ana Marija Mitić | najbolj nabrit jezik             |
| Matjaž Kumelj    | najboljši gib                    |
| Daša Gradišek    | najbolj seksi vloge              |
| Vlado Pilja      | najboljše živalske imitacije     |
| Natalija Kolšek  | najbolj simpatično upornico      |

## Gledanost
Oddaja je bila vse od začetka predvajanja najbolj gledana oddaja v nedeljskem terminu z več kot polovico gledanosti (58-% delež) in z ratingom 21,8 % takrat zbranih pred malimi zasloni, starih 18-54 let.

## Povezave
- Uradna spletna stran